# Paul Anderson (skådespelare)
Paul Anderson, född 12 februari 1978 i London, Storbritannien, är en brittisk skådespelare. Han är mest känd som Arthur Shelby i TV- serien Peaky Blinders.

## Filmografi i urval
- 2009 – The Firm
- 2011 – Sherlock Holmes: A Game of Shadows
- 2013-2022 - Peaky Blinders
- 2015 – Legend
- 2018 – Robin Hood